# Luke Mably
Luke Mably, nome completo Thomas Luke Mably (Londra, 1º marzo 1976), è un attore britannico.
Ha preso parte alla serie televisiva inglese Dream Team e Un principe tutto mio, una commedia romantica del 2004 in cui è il protagonista insieme a Julia Stiles.

## Filmografia

### Cinema
- 28 giorni dopo (28 Days Later...), regia di Danny Boyle (2002)
- Un principe tutto mio (The Prince and Me), regia di Martha Coolidge (2004)
- Spirit Trap, regia di David Smith (2004)
- Colour Me Kubrick, regia di Brian W. Cook (2005)
- Un principe tutto mio 2 - Un matrimonio da favola (The Prince and Me 2: The Royal Wedding), regia di Catherine Cyran (2006)
- Save Angel Hope, regia di Lukas Erni (2007)
- Exam, regia di Stuart Hazeldine (2009)
- Star Crossed, regia di Mark Heller (2009)

### Televisione
- Holby City – serie TV, episodi 1x01-1x02 (1999)
- In the Beginning - In principio era (In the Beginning), regia di Kevin Connor - miniserie TV (2000)
- Dream Team – serie TV, 84 episodi (1999-2002)
- La rivolta (Uprising), regia di Jon Avnet - film TV (2001)
- EastEnders – serial TV, puntata 2350 (2002)
- Who Gets the Dog?, regia di Nicholas Renton - film TV (2007)
- Maggie Hill, regia di Stephen Hopkins - film TV (2009)
- The Gates - Dietro il cancello (The Gates) – serie TV, 13 episodi (2010)
- Combat Hospital – serie TV, 13 episodi (2011)
- Isolation - Pericolo alle Bahamas (Isolation), regia di Shane Dax Taylor - film TV (2015)
- NCIS: New Orleans – serie TV, episodio 1x18 (2015)
- SEAL Team – serie TV, episodio 2x11 (2019)
- Testimoni silenziosi (Silent Witness) – serie TV, episodio 24x05 (2021)
- War of the Worlds – serie TV, episodio 3x01-3x03-3x08 (2022)
- MobLand – serie TV, 7 episodi (2025)

## Doppiatori italiani
Nelle versioni in italiano delle opere in cui ha recitato, Luke Mably è stato doppiato da:
- Riccardo Rossi in Un principe tutto mio, Un principe tutto mio 2 - Un matrimonio da favola
- Fabrizio Manfredi in The Gates - Dietro il cancello
- Stefano Crescentini in Combat Hospital
- Alessandro Quarta in MobLand